# Bobby Capó
Félix Manuel Rodríguez Capó (Coamo, 1 de gener de 1921 - Nova York, 18 de desembre de 1989), conegut com a Bobby Capó, fou un cantant i compositor porto-riqueny.
Va debutar amb el grup "Cuarteto Victoria" reemplaçant el cantant Davilita. Va emigrar després a Nova York. Fou cantant de l'orquestra de Xavier Cugat i esdevé un ídol als anys 1940, sobretot amb la seva interpretació de Bésame mucho.
L'any 1948 es va casar amb Irma Nydia Vázquez. El seu casament li inspirà El Bardo, que serà interpretada per Felipe Rodriguez i José Feliciano sota una forma paròdica (un taxi i un autobús reemplacen la parella).
L'any 1952, va compondre amb Rogelio Martínez i Lino Frías (pianista, director musical de la Sonora Matancera, Piel Canela, que esdevindrà un estàndard del bolero (interpretada entre altres per Daniel Santos).Entre els seus èxits, es troben Soñando con Puerto Rico (considerat com l'himne no oficial de Puerto Rico), Y Llorando me Dormí i sobretot El Negro Bembón, que va ser interpretada per Rafael Cortijo, per Ismael Rivera i pel cantant de rumba catalana Peret (variant anomenada El Gitano Antón), així com Sin Fe gravat per Felipe Rodriguez i a continuació per José Feliciano.
Als anys 1960, va marxar a viure a Mèxic. on, amb motiu de la visita de John F. Kennedy, va escriure una oda a Jacqueline Kennedy (Jack, Jack, Jackie).
Als anys 1970, es va divorciar i retirar del món de l'espectacle, anant a viure a Nova York on va treballar per al Ministeri del Treball de Puerto Rico, al servei d'immigració. Als anys 1980, va anar de tant en tant a Puerto Rico on va fer algunes aparicions a la televisió.